# سن زهنغ
سن زهنغ (بالصينية: 孫正) هو سائق سباق صيني، ولد في 26 فبراير 1992.

## روابط خارجية
- سن زهنغ على موقع DriverDB.com (الإنجليزية)